# صاعد بن حسن بغدادی
ابوالعلاء صاعد بن حسن بغدادی (؟ - درگذشتهٔ پس از ۱۰۷۲م) پزشک عراقی در سدهٔ پنجم هجری/یازدهم میلادی بود. در رحبه، میان رقه و بغداد بر کرانهٔ فرات (راوهٔ کنونی) زاده شد. ابن ابی‌اصیبعه زندگی‌نامهٔ او را بسیار کوتاه ذکر کرده است: «او از فضلای پزشکی و هوشمند و بلیغ بود.» التشویق الطبّی اثر اوست.